# Gloryhallastoopid
Gloryhallastoopid (Or Pin the Tale on the Funky) est le septième album de Parliament, sorti chez Casablanca Records en 1979.

## Liste des titres
1. Prologue - 0:47
2. (Gloryhallastoopid) Pin the Tail on the Funky (Collins, Clinton) - 4:06
3. Party People (Collins, Clinton, Shider) - 10:08
4. The Big Bang Theory (Sterling, Dunbar, Clinton) - 7:10
5. The Freeze (Sizzaleenmean) (McKnight, Clinton) - 8:59
6. Colour Me Funky (Theracon, Clinton) - 4:51
7. Theme from the Black Hole (Collins, Clinton, Theracon) - 4:38
8. May We Bang You? (Clinton, Collins, Collins, Theracon) - 4:43

## Artistes
- Guitares : Michael Hampton, Garry Shider, William Collins, Phelps Collins, Gordon Carlton, DeWayne McKnight, Walter Junie Morrison
- Basse : Rodney Curtis, Donnie Sterling, William Collins, DeWayne McKnight, Walter Morrison
- Claviers : Bernie Worrell, Walter Morrison, David Lee Chong
- Batterie : Dennis Chambers, Kenny Colton, Tyrone Lampkin, William Collins, DeWayne McKnight,
- Percussion : Larry Fratangelo, Carl Butch Small
- Cuivres : Greg Thomas, Greg Boyer, Bennie Cowens, Larry Hatcher, Maceo Parker, Sam Peakes
- Arrangements : Bernie Worrell, Fred Wesley, P-Funk Horns (The Baltimore Connection Horn Section), Sam Peakes
- Chants, chœurs : The Put Yo 'Boody Where Yo' Mouf Iz Choir: Ray Davis, Garry Shider, Ron Ford, Larry Heckstall, Michael Clip Payne, Tracey Lewd Lewis, Linda Shider, Dawn Silva, Sheila Horne, Jeanette Washington, Jeanette McGruder, Shirley Hayden, Janice Evans, Greg Thomas, Robert Johnson, Ron Dunbar, Jessica Cleaves, Philippe Wynne, Bootsy Collins, George Clinton, Gary Cooper, Joel Johnson, Wellington Wigout, Star Child
- Chants, chœurs additionnels : Jerome Rogers, Tony Davis, Andre Williams, Larry Hackett, Walter Morrison, Rod